# Mojo (Marvel)
Mojo is een fictieve superschurk uit de strips van Marvel Comics, en een vaste vijand van de X-Men (met name Longshot). Hij werd bedacht door Ann Nocenti en Art Adams. Hij verscheen voor het eerst in Longshot #3 (November 1985).
Mojo is een van de "Spineless Ones," een buitenaards ras dat verlamd is zonder geavanceerde technologie. Hij is een slavenhandelaar die over een dimensie genaamd het "Mojoverse" heerst. In deze dimensie laat hij zijn slaven vechten als gladiatoren in zijn televisieshow. Mojo is daarmee duidelijk een absurde parodie op tv-presentatoren.

## Biografie
Mojo is lid van een ras van wezens zonder ruggengraat, genaamd de Spineless Ones. Zijn ras is in de loop der tijd nauwelijks geëvolueerd vanwege het feit dat ze zich niet kunnen voortbewegen. Dit veranderde toen een wetenschapper genaamd Arize een exoskelet ontwikkelde dat voor een snelle technologische revolutie zorgde onder de Spineless Ones. Ze gebruiken gemotoriseerde platformen voor transport. Op die manier werden ze een ras van heersers dat slaven gebruikte voor het harde werk. Arize creëerde deze slaven voor hen, maar werd verbannen toen hij weigerde wapens voor ze te bouwen.
Mojo heerste zelf over zijn eigen dimensie, die was gebaseerd op de televisieindustrie.
Een van Mojo’s slaven was Longshot, die een van de beste gladiatoren van Mojo’s show werd. Longshot leidde echter een opstand tegen Mojo en ontsnapte naar de aarde, gevolgd door enkele premiejagers. Op aarde kreeg hij hulp van Dr. Strange en een stuntvrouw genaamd Ricochet Rita. Hun plan om Mojo’s slaven te bevrijden mislukte echter, en zowel Rita als Longshot werden gevangen. In een alternatieve toekomst veranderde Mojo Rita in de krijger/magiër Spirall, en stuurde haar terug in de tijd om Longshot te doden en Mojo’s jongere versie te helpen.
Mojo kreeg interesse in de aarde en ving Psylocke, die op dat moment blind was en van Mojo nieuwe bionische ogen kreeg. Veel later bleken deze ogen camera’s te zijn waarmee Mojo alles kon zien was Psylocke zag. Psylocke werd gered door de New Mutants. Kort hierna stuurde Mojo Longshot naar de aarde waar hij zich bij de X-Men aansloot. Mojo probeerde vervolgens de X-Men te vangen, maar dit mislukte. Echter, zijn gevechten met de X-Men verhoogden de kijkcijfers van zijn show enorm, wat hem onder zijn soort een grote politieke macht gaf.
Mojo manipuleerde Rachel Summers om voor hem te werken, maar ze ontsnapte toen ze besefte dat ze niets meer was dan een gevangene van hem. Toen de X-Men leken om te komen in een gevecht met Adversary dreigde Mojo’s show zijn kijkers te verliezen. Als laatste redmiddel maakte hij zijn eigen X-Men, maar die bleken een mislukking en hij liet ze vermoorden.
Uiteindelijk keerde Longshot terug om de slaven te bevrijden en Mojo te verslaan, geholpen door Mojo’s kloon Mojo II. De kloon bleek echter net zo slecht als het origineel, en Longshot moest hem ook verslaan.
Mojo leerde nooit van zijn fouten. Meerdere malen maakte hij zogenaamde X-babies, kinderversies van de X-Men, voor zijn show. Maar elke keer rebelleerden ze tegen hem en vluchtten weg naar een gebied waar hij niet kon komen. Ook maakte hij de Mighty 'Vengers (kindversies van de Avengers), die zich ook tegen hem keerden. Als tegenzet maakte hij kinderversies van alle Marvel superschurken. Deze keerden zich niet tegen hem, maar aangezien enkele van hen slimmer zijn dan Mojo denkt is het niet onwaarschijnlijk dat dit in de toekomst alsnog gebeurt.
Recentgelijk maakten de Exiles een deal met Mojo: in ruil voor Longshots hulp zou Mojo de mogelijkheid krijgen zijn show over het gehele multiversum uit te zenden via de Exiles kristallen paleis.
Tot 2014 was Mojo’s laatste verschijning toen de laatste incarnatie van de Brotherhood of Mutants via een zwart gat van Xorn in zijn wereld belandde, samen met Juggernaut en Nocturne. Toen Nocturne ontsnapte, maakte Mojo hiervan gebruik om via de door haar gemaakte poort naar de aarde te reizen. Daar veranderde hij de X-Men in kinderen, maar werd alsnog door hen verslagen.
In 2014 speelde Mojo nog een rol in de Amerikaanse Uncanny Avengers Annual 1, die in 2017 door Standaard Uitgeverij in het Nederlands werd uitgegeven.

## Krachten en vaardigheden
Mojo’s platform is voorzien van verschillende wapens. Tevens heeft het meerdere armen die als steekwapens dienst kunnen doen. Hij is sterk genoeg om een mens met één arm van de grond te tillen.
Mojo heeft verschillende magische krachten, waaronder de gave om magische energie af te vuren. Deze kracht wordt voor een groot deel bepaald door de mate waarin hij aanbeden wordt door zijn kijkers, en is dus direct verbonden met de populariteit van zijn tv-show.
Mojo is ook een kracht van dood en corruptie. Zijn aanraking kan planten doen verschrompelen en mensen verouderen. Volgens Dr. Strange kan Mojo’s aanwezigheid op aarde op lange termijn stormen en andere natuurrampen tot gevolg hebben.

## Ultimate Mojo
In de Ultimate Marvel stripserie is Mojo geen alien, maar een gewoon mens. Hij is een kleine, met overgewicht kampende albino tv-presentator. Hij zette de jonge mutant Longshot gevangen op een eiland waar mensen hem konden opjagen als onderdeel van Mojo’s realityshow. Later werkte hij samen met Augustus “Gus” Beezer, en huurde Deadpool en zijn Marauders in om de X-Men te vangen en naar Krakoa te brengen. Zijn plannen werden verstoord door een samenwerking tussen de X-Men en Spider-Man.
Het is niet bekend wat er hierna met Mojo is gebeurd, aangezien Charles Xavier beweerde dat hij met hem heeft afgerekend.

## In andere media
- Mojo verscheen in de X-Men animatieserie in de afleveringen Mojovision en Longshot. Zijn stem werd gedaan door Peter Wildman.
- Mojo is een eindbaas in het eerste X-Men spel voor de Sega Genesis, uitgebracht in 1993.
- Mojo heeft een cameo (in de vorm van een ballon die lijkt op zijn gezicht) in Capcoms X-Men: Children of the Atom spel.